# Гуллівер повертається
«Гуллівер повертається» (англ. Gulliver returns) — англомовний повнометражний 3D-анімаційний фільм-фентезі російського режисера Іллі Максімова знятий у копродукції України та Кіпру. Фільм створений анімаційними підрозділами Gulliver films (Кіпр) та 95 animation studio (Україна) кінокомпанії Студія «Квартал 95». Сюжет фільму базується на романі Джонатана Свіфта «Мандри Гуллівера».
Прем'єра стрічки у світі відбулася 18 червня 2021 року на Шанхайському міжнародному кінофестивалі, де стрічка змагалася у конкурсній програмі Golden Goblet Award Competition Films: Animation.
Прем'єра стрічки в Україні відбулася 19 серпня 2021 року.

## Синопсис
Мандрівника Гуллівера запрошують повернутися до Ліліпутії, яку він раніше врятував від ворожого флоту сусіднього Блефуску, щоб вкотре захистити тамтешніх мешканців. Після приїзду він відчуває лише обурення, паніку та безнадійний натовп, адже всі жителі Ліліпутії очікували повернення легендарного велетня, натомість вони виявляють звичайну людину. Розчарований, король наказує стратити Гуллівера. Тим часом непереможна армада Блефуску вже готова до підступного реваншу.

## У ролях
Голоси для англійськомовного оригіналу записали на студії в Нью-Йорку; серед акторів англійськомовного оригіналу були:
| Актор                | Роль ориг.       | Зауваги      |
| -------------------- | ---------------- | ------------ |
| Біллі Боб Томпсон    | Фрелок           |              |
| Уейн Ґрейсон         | Гуллівер         | головна роль |
| Елісон Лей Розенфелд | Марсі            | головна роль |
| Біллі Боб Томпсон    | Король Ліліпутії |              |
| Том Уейленд          | поштар           |              |
| Скотті Рей           | TBA              |              |

## Мова фільму
Як заявили творці стрічки у серпні 2021 року, фільм «Гуллівер повертається» знімався англійською мовою, тобто весь ліпсинг фільму (те, якою мовою рухаються губи персонажів) — англійськомовний.
Раніше у 2019 році в інтерв'ю виданню Detector media співпродюсер стрічки Борис Шефір заявляв що стрічка має вийти в двох мовних версіях з повноцінним ліпсінгом анімації під кожну з цих двох версії (тобто губи персонажів будуть рухатися на відео у відповідності до цих мов): англійськомовній версії для міжнародного прокату та у російськомовній версії для прокату в Росії/СНД, а для України буде дубльовано українською мовою (тобто лише дублювання аудіо, але без створення відео з повноцінним ліпсінгом під українську мову); у тому інтерв'ю 2019 року Шефір також заявив що «ми [Студія Квартал-95] надіємося, що через два роки [ред. тобто у 2021 році] російський [кінопрокатний] ринок для нас [Студії Кварта-95] відкриється».

## Український дубляж
Українською мовою мультфільм дубльовано студією Le Doyen у 2021 році на замовлення кінокомпанії B&H.
Ролі дублювали:

| Актор             | Роль             |
| ----------------- | ---------------- |
| Володимир Дантес  | Гуллівер         |
| Надія Дорофєєва   | Марсі            |
| Євген Кошовий     | Король Ліліпутії |
| Станіслав Боклан  | Генерал Блефуску |
| Олександр Пікалов | Фрелок           |

## Виробництво

### Кошторис
Проєкт фільму Повернення Гуллівера брав участь у дев'ятому пітчингу Держкіно в 2016 році, де проєкт претендував на ₴35 млн грн від держави при загальному заявленому тоді кошторисі у ₴75 млн грн. Однак через публічний скандал в українському інформпросторі, пов'язаний з виступом у 2016 році учасників студії «Квартал 95» на музфестивалі в Юрмалі де вони, окрім іншого, назвали Україну жебрачкою вже під-час публічних презентацій кінопроєктів Володимир Зеленський, тоді ще керівник студії «Квартал 95», відмовився від державної фінансової підтримки всіх проєктів студії «Квартал 95» які подавалися на дев'ятий пітчинг Держкіно (це проєкт фільму Повернення Гуллівера, та проєкт фільму Слуга народу 2).
У серпні 2021 року загальний продюсер фільму Гуллівер повертається Олег Ходачук стверджував що підсумковий кошторис фільму склав $10 млн USD (десь ₴267 млн грн).

### Фільмування
Над створенням анімаційного фільму працювали 35 аніматорів з України та ще близько 30 спеціалістів з закордону; зокрема режисером фільму виступив успішний російський режисер Ілля Максімов який раніше вже зняв такі російські анімаційні блокбастери як Карлик Ніс (2003) та Добриня Микитич та Змій Горинич (2006).

## Реліз
У 2019 році міжнародні права на фільм придбала французько-китайська компанія All Rights Entertainement, яка згодом організувала показ проєкту стрічки на American Film Market (у 2019 році
) та European Film Market (у 2021 році).

### Кінофестивальний реліз
Прем'єра стрічки у світі відбулася 18 червня 2021 року на Шанхайському міжнародному кінофестивалі, де стрічка змагалася у конкурсній програмі Golden Goblet Award Competition Films: Animation. Згодом 7 липня 2021 року стрічку також було представлено у позаконкурсній програмі Прийми інакшість / Embrace the Difference на південнокорейському міжнародному кінофестивалі Busan International Kids & Youth Film Festival.

### Кінопрокат в Україні
Після кількох перенесень релізу у зв'язку із пандемією коронавірусу остаточна дата виходу фільму в Україні була змінена на 19 серпня 2021 року.

### Кінопрокат закордоном

#### Кінопрокат в Росії та в окупованих Росією Криму та Східній Україні
Фільм має вийти в широкий російський кінопрокат, включно з окупованими Росією регіонами України Донбасі та Криму 27 січня 2022 року; дистриб'ютор — «Наше Кино». Для кінопрокату в Росії фільм було дубльовано російською мовою в 2021 році.

#### Кінопрокат та реліз для домашнього відео в решті країн світу
Права на поширення стрічки придбали дистриб'юторські компанії з понад 60-ти країн, серед яких Велика Британія/Австралія, Німеччина, Іспанія, Італія, Туреччина, Нідерланди/нідерландськомовна Бельгія, Португалія/Бразилія тощо.
У наступних країнах фільм має вийти у повноцінному кінопрокаті: Бразилія — 11 листопада 2021 року (дистриб'ютор Imagem Filmes; локальна назва El Regreso de Gulliver; фільм виходить з повноцінним португальськомовним дублюванням),
У наступних країнах фільм має вийти на домашньому відео у форматі DVD/відео на вимогу: Німеччина — 14 жовтня 2021 року (дистриб'ютор Telepool/Eurovideo; локальна назва Gullivers Rückkehr; фільм виходить з повноцінним німецькомовним дублюванням), Велика Британія — 27 грудня 2021 року (дистриб'ютор Signature Entertainment; локальна назва Gullivers Returns; фільм виходить з оригінальною англійськомовною аудіодоріжкою).

## Відгуки кінокритиків
Українські кінокритики прохолодно відгукнулися про фільм Гуллівер повертається. Оглядач видання focus.ua Костянтин Рильов найбільшим недоліком стрічки назвав слабкий сценарій, заявивши, що на його думку «великі огріхи фільму криються не в технічній стороні, а в сценарії»; за словами Рильова через слабкий сценарій у фільмі не розкриті мотиви головного героя та його соціальний статус, не вироблена чітка система координат внутрішнього світу мультфільму, а також те, що у фільмі майже немає смішних жартів. Такої ж думки й кінокритик видання Geek Journal Тайлер Андерсон, який хоча й мав певні претензії до візуальної складової стрічки (в меншій мірі до графіки, й в більшій — до анімації персонажів), однак найбільші зауваження якого також були через слабкий сценарій. За словами Андерсона сюжет був абсолютно банальним, а персонажів окрім Гуллівера у фільмі як таких взагалі не було. Схожу критику стрічці озвучив і кінокритик видання Varianty Олександр Ковальчук який дорікнув стрічці не лише неякісним сценарієм та відсутністю смішних жартів, але також і неякісним дубляжем українською мовою; так Ковальчук зазначив, що актори українського дубляжу «Кошовий, Дорофєєва та Пікалов чомусь вирішили, що вони вміють […] робити [українськомовний дубляж]».

## Нагороди та номінації
| Список нагород та номінацій           | Список нагород та номінацій | Список нагород та номінацій | Список нагород та номінацій | Список нагород та номінацій | Список нагород та номінацій |
| Кінофестиваль/Кінопремія              | Рік                         | Категорія                   | Номінант(и)                 | Результат                   | Дж                          |
| ------------------------------------- | --------------------------- | --------------------------- | --------------------------- | --------------------------- | --------------------------- |
| Шанхайський міжнародний кінофестиваль | 2021                        | найкращий анімаційний фільм | Ілля Максімов               | Номінація                   | [ 39 ]                      |